# CMMI
Capability Maturity Model Integration (CMMI) — модель (методология) совершенствования процессов и улучшения показателей деятельности в организациях разных размеров и видов деятельности. CMMI содержит набор рекомендаций в виде практик, реализация которых, по мнению разработчиков модели, позволяет достичь определенных уровней развития для  специфицированных областей деятельности.
На данный момент действует версия 3 (опубликована в апреле 2023 года в полном варианте сразу). К модели доступ платный, тексты предыдущих версий модели семейства 1.х доступны на сайте Software Engineering Institute.

## История
CMMI является развитием методологии CMM, которая разрабатывалась со второй половины 1980-х годов Software Engineering Institute (SEI) в Университете Карнеги-Меллона (Carnegie Mellon University). С января 2013 года вся деятельность, связанная с моделями CMMI передана из SEI в специально созданный для этих целей CMMI Institute при университете Карнеги-Меллона. Позже (с 2016 года) CMMI Institute стал подразделением коммерческой ассоциации ISACA, в начале 2020-х - одной из программ этой ассоциации.
В 2006 году в России появился первый авторизованный (позднее — сертифицированный) инструктор по CMMI, а в 2008 году первый русскоязычный ведущий оценщик (Lead Appraiser). На май 2024 года в России сертифицирован ISACA/CMMI Institute один ведущий оценщик и один сертифицированный инструктор (в лице одного специалиста). Также в России есть несколько специалистов, имеющих сертификацию CMMI Associate (сертификация, подтверждающая высокий уровень знания модели, но не дающая право проводить официальные обучение и/или оценивания).

## Структура
CMMI определяет области практик (practice areas), общее количество зависит от выбранного домена (имеющиеся домены - Data, Development, People, Safety, Security, Services, Suppliers и Virtual). Для каждой из областей практики сгруппированы по уровням, реализация которых (наряду с практиками областей Governance и Implementation Infrastructure, примененным по отношениям к процессам, связанным с рассматриваемой областью) и определяет уровень способностей (capability level) конкретной области практик.
При реализации практик CMMI выбор процессных областей не фиксирован (хотя в модели содержатся рекомендации по порядку реализации областей), но предопределён для уровней зрелости. Для оценки уровня способностей процессной области используется шкала уровней способности (capability level) от 1 до 3 (три уровня). Для уровней зрелости определены пять (1-5) уровней зрелости (maturity level) организации.

## Система измерения зрелости
Любое совершенствование процессов подразумевает поэтапный процесс. В CMMI эти этапы определены — существует 5 уровней зрелости, каждый из которых указывает на определённые характеристики зрелости процессов организации. Каждый последующий уровень включает в себя всё, связанное с предыдущим уровнем или уровнями (т.е. уровни и их соответствующие практики в областях не могут быть "пропущены").
| 5. Оптимизация показателей деятельности и улучшения на основе количественных данных                 | Оптимизируемый                              |
| 4. Понимание вариаций показателей и их причин, использование методов количественного управления     | Управляемый на основе количественных данных |
| 3. Использование организационных процессов для обеспечения достижимости запланированных показателей | Определенный                                |
| 2. Использование процессов для идентификации и мониторинга показателей деятельности                 | Управляемый                                 |
| 1. Частичные использование процессов и идентификация целевых показателей                            | Начальный                                   |